# Anomala adscita
Anomala adscita är en skalbaggsart som beskrevs av Robinson 1941. Anomala adscita ingår i släktet Anomala och familjen Rutelidae. Inga underarter finns listade i Catalogue of Life.